# Элиствере (озеро)
Э́листвере (Ку́ру; устар. Еллистфер; эст. Elistvere järv, Kuru järv) — проточное озеро на востоке материковой части Эстонии, располагается на территории одноимённой деревни волости Тарту в уезде Тартумаа. Относится к водосборному бассейну реки Амме, левого притока Эмайыги.
Площадь водной поверхности озера составляет 129 га (по другим данным — 169,6 га или 175 га).
Элиствере представляет собой эвтрофное озеро, находящееся на высоте 49 м над уровнем моря, в 3,5 км северо-восточнее озера Саадъярв. Акватория озера вытянута в направлении северо-запад — юго-восток на 2,89 км, шириной — 0,96 км и с наибольшей глубиной в 3,5 м. Протяжённость береговой линии — 9,789 км (по другим данным — 7,631 м).
Площадь водосборного бассейна озера равняется 171 км² (по другим данным — 166 км²). В северо-западную оконечность Элиствере с западной стороны впадает ручей Нава из озера Райгаствере. Река Амме, пересекающая Элиствере с севера на юго-восток, соединяет его с озером Кайавере.